# Шульгівка (Чернігівський район)
Шу́льгівка — село в Україні, у Михайло-Коцюбинській селищній громаді Чернігівського району Чернігівської області. Населення становить 110 осіб. До 2018 орган місцевого самоврядування — Ковпитська сільська рада.

## Історія
12 червня 2020 року, відповідно до розпорядження Кабінету Міністрів України № 730-р «Про визначення адміністративних центрів та затвердження територій територіальних громад Чернігівської області», увійшло до складу Михайло-Коцюбинської селищної громади.
19 липня 2020 року, в результаті адміністративно-територіальної реформи та ліквідації Чернігівського району (1923—2020) Чернігівської області, увійшло до складу новоутвореного Чернігівського району.